# Heart Like a Wheel
Heart Like a Wheel är ett musikalbum av Linda Ronstadt som lanserades 1974.
Albumet blev Ronstadts första riktiga framgång med mer än bara en singel, och tillhör än idag Ronstadts mest framgångsrika. Tack vare dess framgång fick också titellåtens, "Heart like a wheel", skapare, kanadensiska singer-Song writern Anna McGarrigle, snart ett kontrakt med Warner Bros Records som ena halvan av folk-duon Kate and Anna McGarrigle tillsammans med sin lillasyster Kate McGarrigle. 
Albumet toppade Billboard-listan i USA och det låg kvar på listan i 51 veckor. Skivan inleddes med Betty Everetts gamla låt "You're No Good" som blev amerikansk singeletta. Även nästa singel, Everly Brothers-covern "When Will I Be Loved" blev framgångsrik och nådde andraplatsen på nämnda lista. "It Doesn't Matter Anymore"  var den tredje singeln som blev en mindre framgång med en 47:e placering på Billboard Hot 100. I Europa blev dock skivan ingen försäljningsframgång. Albumet var hennes sista för skivbolaget Capitol. Det listades av magasinet Rolling Stone som #164 i listan The 500 Greatest Albums of All Time.
Albumet listades som 1974 års elfte bästa album i tidningen The Village Voices Pazz & Jop-lista.

## Låtlista
(upphovsman inom parentes)
1. "You're No Good" (Clint Ballard, Jr.) – 3:44
2. "It Doesn't Matter Anymore" (Paul Anka) – 3:26
3. "Faithless Love" (J. D. Souther) (also singing harmony) – 3:15
4. "The Dark End of the Street" (Chips Moman, Dan Penn) – 3:55
5. "Heart Like a Wheel" (Anna McGarrigle) – 3:10
6. "When Will I Be Loved" (Phil Everly) – 2:04
7. "Willin'" (Lowell George) – 3:02
8. "I Can't Help It (If I'm Still in Love with You)" (Hank Williams) – 2:45
9. "Keep Me from Blowing Away" (Paul Craft) – 3:10
10. "You Can Close Your Eyes" (James Taylor) – 3:09

## Listplaceringar
- Billboard 200, USA: #1[2]
- RPM, Kanada: #7[3]